# ماكس بيرغ
ماكس بيرغ (بالألمانية: Max Berg)‏ (و. 1870 – 1947 م) هو مهندس معماري من ألمانيا . ولد في شتتين.
وهو عضو في الحزب الديمقراطي الاجتماعي الألماني .
توفي في بادن بادن.

## التعليم
تعلم في معهد برلين للتكنولوجيا

## أعمال بارزة
من أهم أعماله:
- Centennial Hall.